# NSU Delphin III
La motocicleta aerodinamizada NSU Delphin III estableció el récord de velocidad de motocicletas en 1956. Wilhelm Herz la condujo a 340.2 kilómetros por hora (211.4 mph) en la pista de carreras Bonneville Speedway en Utah, rompiendo los 320 kilómetros por hora (200 mph) por primera vez. Su carenado, diseñado en un túnel de viento en la Universidad de Stuttgart (en ese entonces Colegio Técnico de Stuttgart), obtuvo un coeficiente de arrastre de 0.19. El mismo motor impulsó a Hertz a un récord mundial de velocidad en 1951, con un marco/carenado menos eficiente, el Delphin I. El motor utilizó un inusual sobrealimentador vinculado al eventual desarrollo de NSU del motor Wankel. En el sobrealimentador, tanto un rotor interno trocoidal como un rotor externo epitrocoidal giraban alrededor de un eje estacionario.